# Loops
Loops es una plataforma descentralizada de software libre y de código abierto  (en periodo de pruebas públicas)  para compartir vídeos cortos en bucle, diseñada como una alternativa ética y privada a servicios similares como TikTok, YouTube Shorts o Likee. Desarrollada por Daniel Supernault, creador de Pixelfed, Loops forma parte del ecosistema de aplicaciones descentralizadas que utilizan el protocolo ActivityPub, permitiendo la interoperabilidad con otras plataformas federadas como Pixelfed, Mastodon, PeerTube y Friendica. La plataforma está enfocada en ofrecer a los usuarios un mayor control sobre sus datos y contenido, evitando la dependencia de corporaciones centralizadas.

## Características técnicas
Loops utiliza tecnología peer-to-peer (P2P) a través de WebTorrent, lo que permite distribuir la carga de visualización de vídeos entre los servidores y los usuarios. Cada servidor (o instancia) opera de manera independiente, alojando y compartiendo vídeos dentro de una red federada. Este enfoque reduce la necesidad de infraestructuras centralizadas y distribuye el ancho de banda entre los participantes, similar a cómo funciona PeerTube.
La plataforma está diseñada para ser compatible con el Fediverso, un conjunto de redes sociales descentralizadas que utilizan estándares abiertos. Esto permite a los usuarios de Loops.video interactuar con otras plataformas que también implementen ActivityPub, fomentando una red más conectada y resistente a la censura.

## Privacidad y control del usuario
Loops se distingue por su enfoque en la privacidad y la transparencia. A diferencia de las plataformas comerciales como TikTok, no utiliza algoritmos de recomendación que manipulen las líneas de tiempo de los usuarios, ni realiza seguimiento o análisis de datos con fines publicitarios. Los usuarios conservan la propiedad completa de su contenido, y la plataforma no reclama derechos sobre las contribuciones subidas. Además, Loops no vende datos personales ni los utiliza para entrenar modelos de inteligencia artificial.

## Modelo de sostenibilidad
El desarrollo de Loops.video se financia a través de subvenciones, donaciones y patrocinios, incluyendo el apoyo de la comunidad a través de plataformas como Patreon, Kickstarter y OpenCollective. Aunque la plataforma aún no es completamente de código abierto, se planea liberar el código una vez que alcance un estado estable y fácil de mantener. Este enfoque busca garantizar la sostenibilidad a largo plazo, con la participación de administradores experimentados del Fediverso en la operación de instancias independientes.

## Funcionalidades sociales
Loops permite a los usuarios compartir vídeos cortos en un formato similar al de otras redes sociales populares. Las publicaciones pueden configurarse como públicas, solo para seguidores o no listadas, ofreciendo flexibilidad en la gestión de la audiencia. Además, la plataforma incluye funciones como el uso de hashtags, etiquetas geográficas y la posibilidad de bloquear cuentas no deseadas.

## Requisitos y normas
La instancia principal de Loops, mantenida por su desarrollador, establece una edad mínima de 13 años para los usuarios. Sin embargo, las normas pueden variar según las diferentes instancias federadas, ya que cada servidor opera de manera independiente y puede establecer sus propias directrices.

## Relación con Pixelfed
Loops.video está estrechamente relacionada con Pixelfed, una plataforma descentralizada para compartir imágenes desarrollada por el mismo creador. Ambas plataformas comparten un compromiso con la descentralización, la privacidad y el uso de estándares abiertos, consolidándose como alternativas éticas dentro del panorama de las redes sociales.